# Rybołówka brunatna
Rybołówka brunatna, rybitwa brunatna (Anous stolidus) – gatunek średniej wielkości ptaka morskiego z rodziny mewowatych (Laridae). Zamieszkuje wyspy mórz i oceanów, głównie strefy tropikalnej. Niektóre populacje są wędrowne. Raz w roku opuszczają ląd, gdzie mieszkają, kierując się najczęściej na południe. Inne populacje przez cały rok pozostają w pobliżu swych kolonii.

## Taksonomia
Gatunek po raz pierwszy zgodnie z zasadami nazewnictwa binominalnego opisał Karol Linneusz w 1758 w 10. edycji Systema Naturae. Przydzielił mu nazwę Sterna stolida; obecnie IOC umieszcza ptaka w rodzaju Anous. Holotyp pochodził z Jamajki. IOC wyróżnia 4 podgatunki; autorzy Handbook of the Birds of the World wyszczególniają także piąty, plumbeigularis, który – jeśli niewyszczególniony – zawiera się w pileatus.

## Morfologia

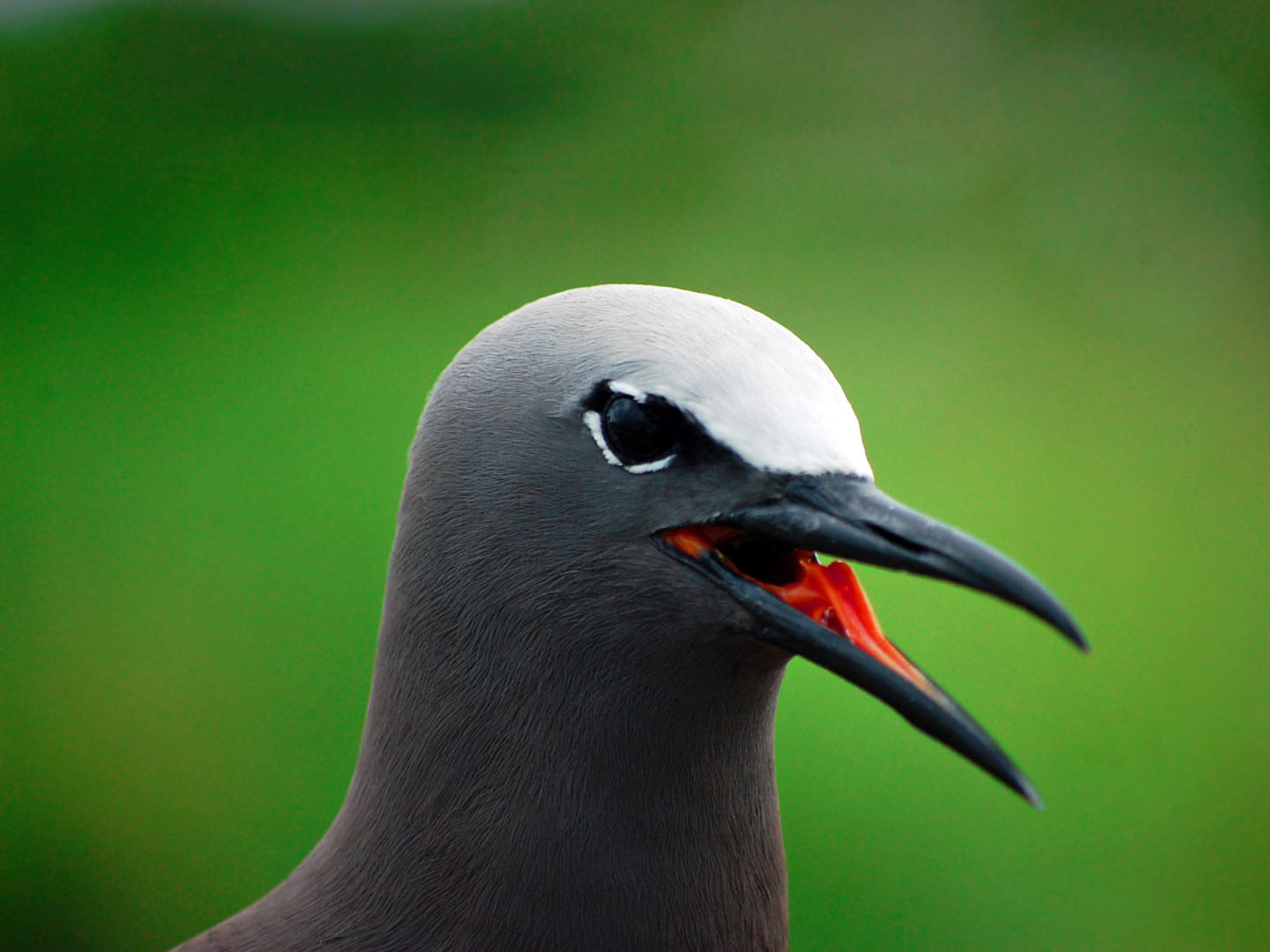
Zbliżenie głowy

Osiąga 38 do 45 cm długości, 75–86 cm rozpiętości skrzydeł oraz 175 do 185 g masy ciała. Wymiary szczegółowe dla ptaków z Culebry (Portoryko; przedział wartości już uśrednionych lub średnia): długość dzioba 42,3 mm, długość skrzydła 270–272 mm, długość stopy 67 mm. Dorosłe ptaki mają korpus, skrzydła oraz ogon brązowe. Lotki czarne, sterówki czarniawe; ogon ma kształt klinowaty. Ciemię jasnoszare. Dziób czarny, ostro zakończony. Tęczówka brązowa; oko otacza niekompletna biała obrączka oczna.

## Zasięg występowania
Zasiedla zależnie od podgatunku:
- A. s. pileatus (Scopoli, 1786) – Morze Czerwone, Ocean Indyjski na wschód przez Pacyfik po Hawaje i Wyspę Wielkanocną
- A. s. galapagensis Sharpe, 1879 – Galapagos
- A. s. ridgwayi Anthony, 1898 – wyspy u zachodnich wybrzeży Meksyku po zachodnie wybrzeże Kostaryki
- A. s. stolidus (Linnaeus, 1758) – wyspy Karaibów i tropikalnej części Atlantyku.

Wyróżniany przez autorów Handbook of the Birds of the World podgatunek A. s. plumbeigularis zamieszkuje południową część Morza Czerwonego i Zatokę Adeńską.

## Ekologia

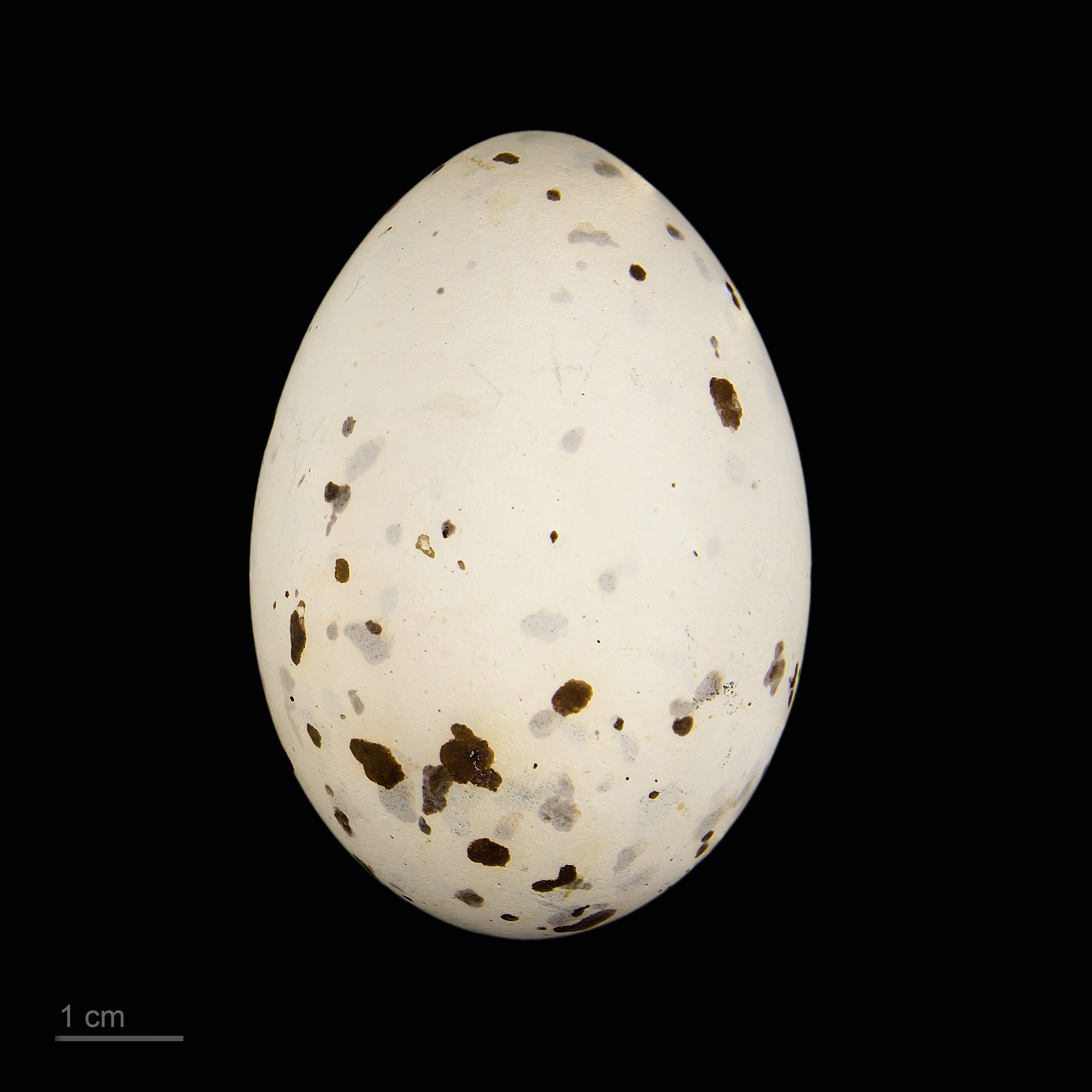
Jajo z kolekcji muzealnej

Pożywienie stanowią ryby i głowonogi. Zbiera je wprost z powierzchni wody, nie stosuje metody gwałtownego rzucania się na ofiarę. Na Galapagos obserwowanie kleptopasożytnictwo wobec pelikana brunatnego (Pelecanus occidentalis). Żeruje w małych grupach, podąża za drapieżnymi rybami, jak tuńczyki – łapie ryby, które uciekły przed nimi bliżej powierzchni. Wydaje z siebie wysokie, gardłowe kaark, eye-ak arrowk, podobne do głosu młodych krukowatych.

### Lęgi
Gniazdo umieszczone pośród roślinności, 0,1 do 10 m nad ziemią. Stanowi niechlujną strukturę z roślinności morskiej i patyków. Niekiedy umieszczone na ziemi składa się jedynie ze zbieraniny materii roślinnej. Może być wyściełane muszlami lub fragmentami korali. Samica składa jedno, płoworóżowe jajo. Oba ptaki z pary wysiadują je przez 35 do 36 dni. Młode są w pełni opierzone blisko dwa miesiące po wykluciu.

## Status zagrożenia
Przez IUCN gatunek klasyfikowany jest jako najmniejszej troski (LC, Least Concern). W 2020 organizacja Wetlands International szacowała liczebność światowej populacji na około 1,2–2,1 milionów osobników. Globalny trend liczebności oceniany jest jako stabilny. Występuje na ponad dwustu obszarach uznanych za ostoje ptaków IBA. Jest to m.in. Sea Cow Island (Brytyjskie Terytorium Oceanu Indyjskiego), Rawaki (Feniks), Bird Island (Seszele) i Johnston Atoll.